# 卢斯特拉
卢斯特拉（義大利語：Lustra），是意大利萨莱诺省的一个市镇。总面积15平方公里，人口1111人，人口密度74.1人/平方公里（2009年）。ISTAT代码为065064。